# NGC 1347
NGC 1347 è una galassia a spirale barrata situata nella costellazione dell'Eridano, a una distanza di circa 78 milioni di anni luce dalla nostra Via Lattea.

## Scoperta
La galassia è stata scoperta nel 1886 dall'astronomo statunitense Francis Leavenworth.

## Descrizione
NGC 1347 ha una classe di luminosità III e presenta una larga riga a 21 cm dell'idrogeno neutro.

## Gruppo di NGC 1395
NGC 1347 fa parte del Gruppo di NGC 1395, a sua volta incluso nel più vasto Ammasso di Eridano, e che comprende almeno 31 galassie, tra cui NGC 1315, NGC 1325, NGC 1331, NGC 1332, NGC 1353, NGC 1371, NGC 1377, NGC 1385, NGC 1395, NGC 1401, NGC 1414, NGC 1415, NGC 1422, NGC 1426, NGC 1438, NGC 1439, IC 1952, IC 1953 e IC 1962.
NGC 1347 forma una coppia di galassie interagenti con PGC 816443 (NGC 1347 NED02 o ESO 548-27).. Questa coppia è inclusa nell'Atlas of Peculiar Galaxies di Halton Arp con il codice Arp 39. NGC 1347 assieme a PGC 816443 fa parte dell'Ammasso di Eridano, anche se PGC 816443 non è inclusa nella lista di Garcia.